# Lanrodec
 Lanrodec  (en bretón Lanrodeg) es una población y comuna francesa, situada en la región de Bretaña, departamento de Côtes-d'Armor, en el distrito de Guingamp y cantón de Plouagat.

## Demografía
| 933 | 844 | 724 | 785 | 801 | 843 |
| Para los censos de 1962 a 1999 la población legal corresponde a la población sin duplicidades (Fuente: INSEE [Consultar]) |     |     |     |     |     |